# چوس لامپره‌آبه
ماریا خسوس چووس لامپره‌آبه پِرِس (اسپانیایی: María Jesús Lampreave Pérez‎؛ زادهٔ ۱۱ دسامبر ۱۹۳۰ - درگذشته ۴ آوریل ۲۰۱۶) بازیگر اهل اسپانیا بود. وی بین سال‌های ۱۹۵۸ تا ۲۰۱۲ میلادی تاکنون مشغول فعالیت بود

## جوایز
وی در سال ۲۰۰۶ برنده جایزه بهترین بازیگر زن جشنواره فیلم کن شده‌است.

## گزیده فیلم‌شناسی
از فیلم‌ها یا برنامه‌های تلویزیونی که وی در آن نقش داشته‌است، می‌توان به پیشنهاد سرآشپز، همگی به‌سوی زندان، سرقت در ساعت ۳... و نیم، گاوبازی، آغوش‌های گسسته، بازگشت، با او حرف بزن، روزگار خوش، تورنته، مأمور خرفت قانون و گل اسرار من اشاره کرد.